# Cité des Cortils
De Cité des Cortils is een cité gelegen in de Luikse deelgemeente Jupille-sur-Meuse.
Dit tuindorp werd aangelegd door de Société les Maisons à Bon Marché (sociale woningbouwvereniging) van het kanton Grivegnée en werd gebouwd van 1924-1935 naar plannen van Joseph Moutschen. Het dorp bestaat uit ongeveer 300 huizen, elk van twee verdiepingen. Het straatbeeld wordt verlevendigd door de iets vooruitgeschoven ingangspartijen, de vele bomen en het vele groen, en de overdekte doorgangen.
Het betreft een monumentaal architectonisch ensemble. Vele woningen zijn als monument geklasseerd.
In de wijk bevindt zich tevens een lavoir.